# Włodzimierz Sokołowski
Włodzimierz Sokołowski (ur. 3 września 1940 w Mijaczowie ob. dzielnica Myszkowa, zm. 29 czerwca 2012 w Nowym Jorku) – polski lekkoatleta skoczek o tyczce, wielokrotny mistrz i rekordzista Polski, olimpijczyk, inżynier architekt.

## Życiorys

### Sport
Wystąpił na igrzyskach olimpijskich w 1964 w Tokio, ale odpadł w eliminacjach. W finale Pucharu Europy w 1965 w Stuttgarcie był piąty. Na mistrzostwach Europy w 1966 w Budapeszcie zajął w finale 6. miejsce. Na europejskich igrzyskach halowych w 1967 w Pradze zajął 8. miejsce, a na europejskich igrzyskach halowych w 1968 w Madrycie – 9. miejsce. Na mistrzostwach Europy w 1971 w Helsinkach był w finale piąty.
Był mistrzem Polski w 1963, 1964, 1965, 1966 i 1971, a także wicemistrzem w 1968 i 1969.
Sześciokrotnie poprawiał rekord Polski od 4,69 m do 5,05 m. Jako pierwszy Polak pokonał granicę 5 metrów.
W latach 1962–1971 dwadzieścia dwa razy startował w meczach reprezentacji Polski, odnosząc 1 zwycięstwo indywidualne.
Rekord życiowy:
- skok o tyczce – 5,13 (21 sierpnia 1971, Warszawa)

Był zawodnikiem Rakowa Częstochowa (1958-1961), Lotnika Warszawa (1962-1967) i Legii Warszawa (1967-1973). W 1973 przystąpił do zawodowej grupy lekkoatletycznej International Track Association, która działała w latach 1972-1976; występował tam jako Wally Sokol. W 1981 zdobył złoty medal mistrzostw świata weteranów w skoku o tyczce w kategorii zawodników powyżej 40. roku życia.

### Kariera pozasportowa
Ukończył architekturę na Politechnice Warszawskiej. Był największą miłością Kaliny Jędrusik, co opisała jej pasierbica Magdalena Dygat-Dudzińska w swojej książce "Rozstania".
Przeprowadził się do Stanów Zjednoczonych. Jako architekt pracował m.in. przy projektowaniu budynku 7 World Trade Center, oraz wieżowców Donalda Trumpa przy 62 Ulicy i 3 Alei.
Zmarł nagle 29 czerwca 2012 w Nowym Jorku. 14 lipca został pochowany w Myszkowie.